# Scrophularia scariosa
Scrophularia scariosa är en flenörtsväxtart som beskrevs av Pierre Edmond Boissier. Scrophularia scariosa ingår i släktet flenörter, och familjen flenörtsväxter. Inga underarter finns listade i Catalogue of Life.